# Kallstroemia grandiflora
Kallstroemia grandiflora es una especie de planta fanerógama perteneciente a la familia Zygophyllaceae.

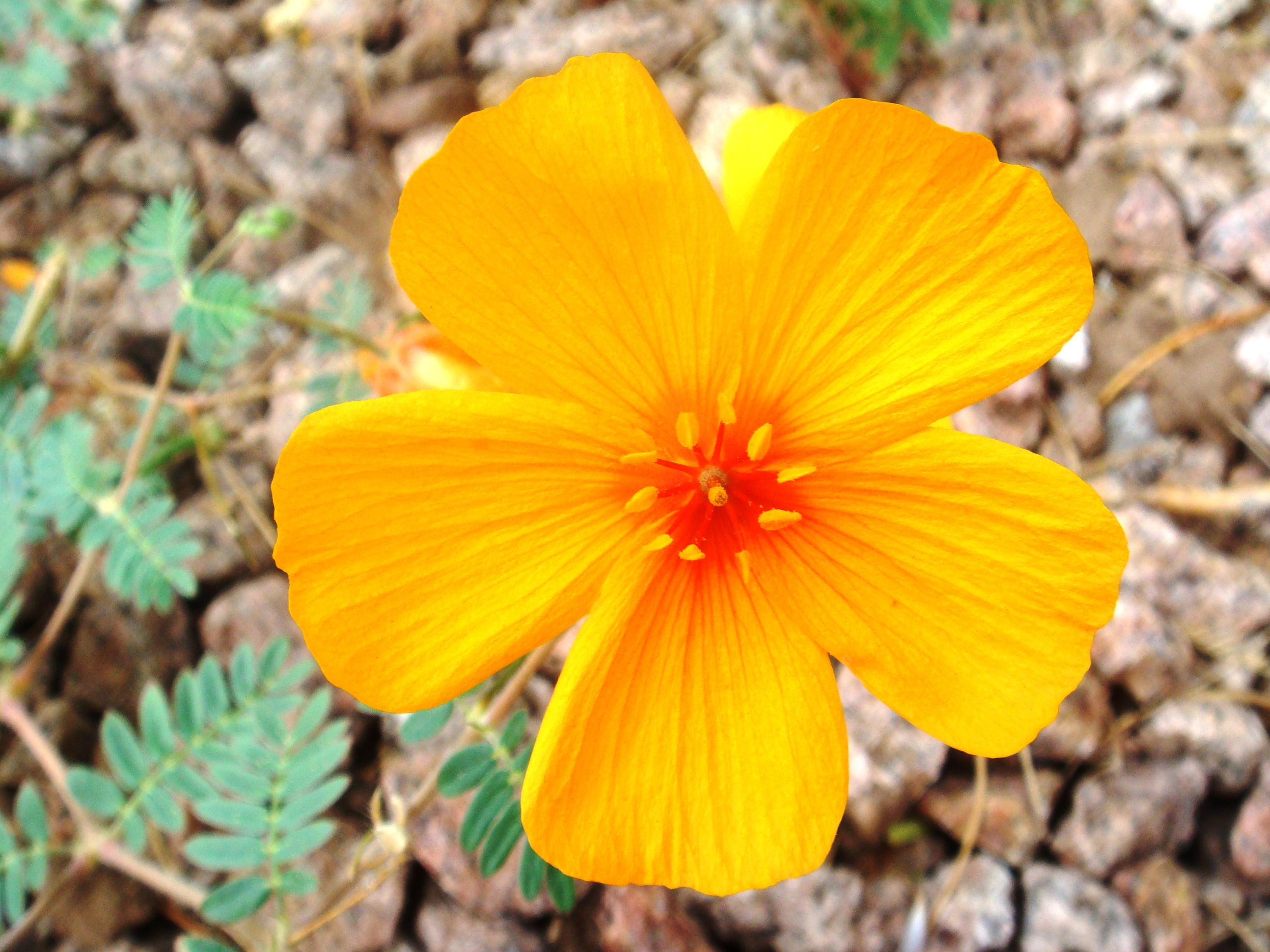
Flor

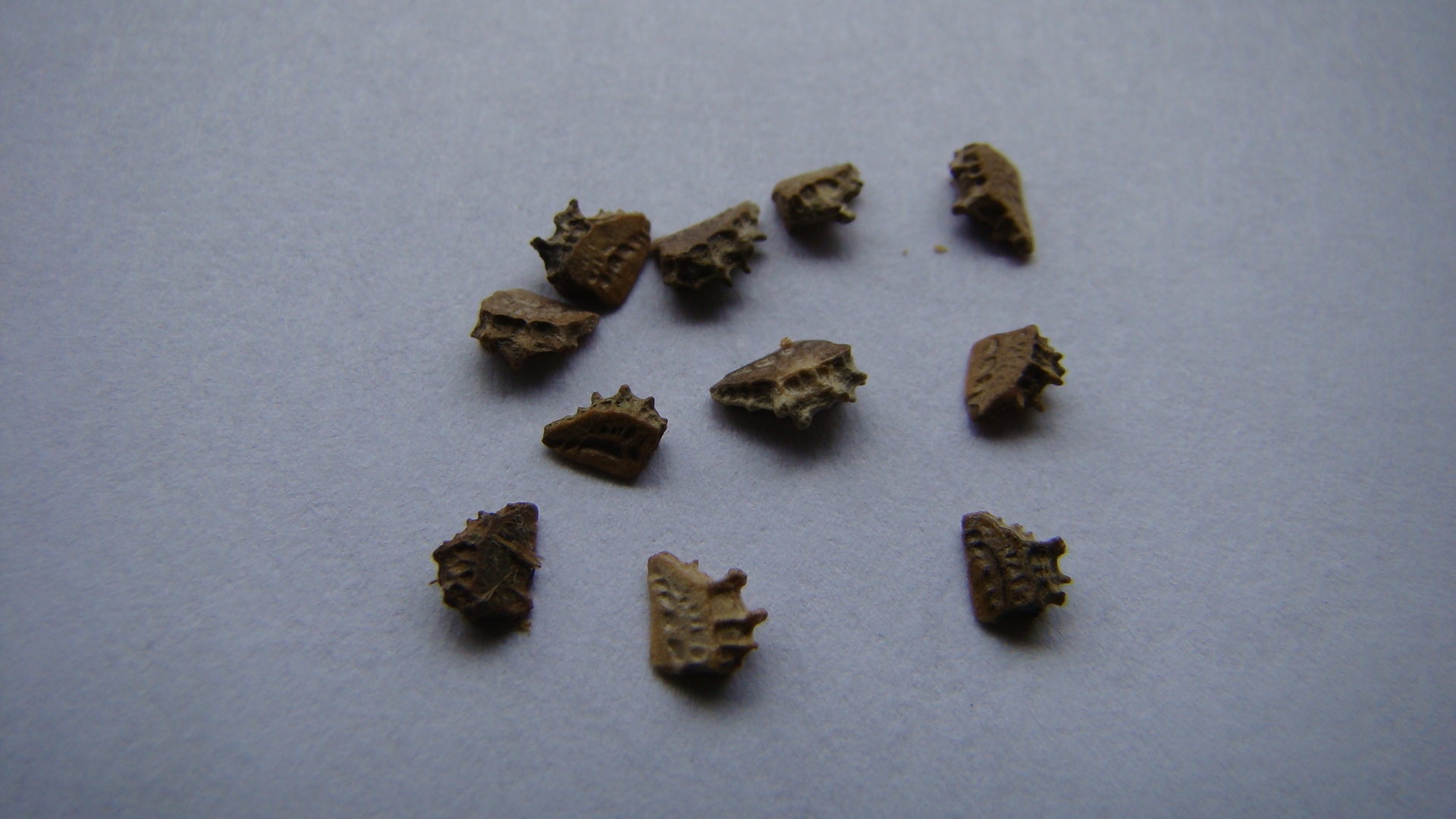
Semillas

## Hábitat
Es nativa de los desiertos del sudoeste de California a Texas y del norte de México.

## Descripción
Es una planta caducifolia en verano con grandes flores que aparecen en abundancia después de las lluvias monzónicas. Tiene hojas compuestas pinnadas, opuestas y tricomas, estípulas y corolas de color naranja.

## Taxonomía
Kallstroemia grandiflora fue descrita por  Torr. ex A.Gray y publicado en Smithsonian Contributions to Knowledge 3(5): 28. 1852.
Etimología
Kallstroemia: nombre genérico que fue otorgado en honor de Anders Kallström (1733-1812), un oscuro contemporáneo de Giovanni Antonio Scopoli.
grandiflora: epíteto latíno que significa "con grandes flores".
Sinonimia
- Kallstroemia grandiflora var. arizonica Cockerell
- Kallstroemia grandiflora var. detonsa A. Gray
- Tribulus fisheri Kellogg
- Tribulus grandiflorus (Torr. ex A. Gray) Benth. & Hook. f. ex Brewer & S. Watson[3]